# Rhynchospora riparia
Rhynchospora riparia là loài thực vật có hoa trong họ Cói. Loài này được (Nees) Boeckeler miêu tả khoa học đầu tiên năm 1873.